# ジェノヴァ国際博覧会
ジェノヴァ国際博覧会（ジェノヴァこくさいはくらんかい, International Exhibition Genoa'92 Colombo'92, Genoa Expo 1992）は、1992年5月15日から8月15日までイタリアのジェノヴァで開催された国際博覧会（特別博）である。テーマは「クリストファー・コロンブス、船と海」。54ヶ国・機関が参加し、会期中169万人が来場した。